# Out Is Through
Singles de Alanis Morissette
Everything
(2004) Eight Easy Steps
(2004)
Pistes de So-Called Chaos
Eight Easy Steps
(1) Excuses
(3)
Out Is Through est une chanson écrite, composée et interprétée par l'artiste canadienne Alanis Morissette pour son sixième album studio, So-Called Chaos (2004), et dont elle est la deuxième piste. La chanson est sortie en single le 19 juillet 2004.

## Composition
Out Is Through est un titre composé sur une tonalité en C majeur. Sa signature rythmique repose sur un chiffrage commun de mesure en 
 et progresse à tempo modéré avec un mouvement métronomique de 88 pulsations par minute. Le spectre vocal d'Alanis Morissette s'étend sur une gamme allant de G3 à B4.

## Paroles

### Linguistique du titre
Le titre Out Is Through (prononcé en anglais : /aʊt ɪz θruː/) pourrait se traduire en français par Sortir, c'est passer au travers ou encore Pour s'en sortir, (il faut) passer au travers. L'idée principale est que pour se sortir des difficultés, il faut les affronter, foncer dedans et ainsi les traverser.  

### Sens général et origine
La notion que l'issue ne se fait qu'en passant au travers se confirme textuellement dans le refrain (dont le titre est la forme tronquée) : ♫The only way out is through..
L'expression reprise par le refrain trouve son origine dans un poème de 1915  intitulé A Servant to Servants de l'auteur américain Robert Frost (1874-1963). On retrouve la mention dans deux vers de ce long poème composé de 177 vers dans un style libre : au vers 56, He says the best way out is always through (« Il affirme que la meilleure issue est encore de passer au travers ») ou bien au vers 58, As that I can see no way out but through- (« Tel que je le constate, il n'y a point issue si ce n'est qu'au travers »)

## Clips musicaux
Il existe deux vidéoclips pour ce titre. Sur une des vidéos, réalisée par Seth Jarrett, Alanis Morissette apparaît avec ses musiciens lors d'une représentation de la chanson en 2004 dans T4, émission télévisée britannique pour la jeunesse diffusée le week-end, avec la piste de l'album remplaçant l'audio,. La vidéo alternative met en scène une fan, interprétée par Anne Vyalitsyna, qui essaie désespérément de courir aux différentes représentations live d'Alanis Morissette jusqu'à ce qu'elle y parvienne enfin.